# Club Miramar
Club Miramar fue un programa español de televisión, emitido por TVE la noche de los martes entre 1959 y 1960, con presentación de Mario Cabré y Federico Gallo.

## Formato
Se trata del primer programa emitido fuera de los estudios que Televisión española poseía en Madrid. Con este espacio se inauguraban los recién estrenados estudios de Miramar, Barcelona, una vez que las emisiones de la entonces única cadena de televisión en España alcanzaron la Ciudad Condal.
El programa, de formato magazine, incluía entrevistas, concusos - entre ellos La aguja en el pajar -  y actuaciones musicales.
La presentación corría a cargo del torero Mario Cabré, que presentaba las actuaciones musicales y el periodista Federico Gallo (en su debut en televisión), que realizaba las entrevistas a los invitados.